# Жан Залетел
Жан Залетел (словен. Žan Zaletel, нар. 16 вересня 1999, Трбовлє, Словенія) — словенський футболіст, центральний захисник данського «Віборга».

## Ігрова кар'єра

### Клубна
Жан Залетел починав займатися футболом у своєму рідному міста Трбовлє. У 2015 році він приєднався до молодіжної команди клубу «Браво». У жовтні 2017 року Залетел дебютував в основі команди у матчах Другої ліги Словенії.
Відігравши в команді один сезон Залетел перейшов до клубу Першої ліги «Целє» і 20 липня 2018 року дебютував у елітному дивізіоні Словенії. У складі «Целє» Залетел став чемпіоном Словенії та грав у фіналі кубка країни. Також дебютував у матчах єврокубків.
У липні 2022 року Залетел як вільний агент перейшов до данського «Віборга», з яким підписав контракт до 2025 року.

### Збірна
У 2021 році у складі молодіжної збірної Словенії Залетел брав участь у домашньому молодіжному Євро.
У 2021 році Жан Залетел вперше потрапив до заявки національної збірної Словенії.

## Титули
Целє
 Чемпіон Словенії: 2019/20